# Martin-pêcheur à ventre blanc
Corythornis leucogaster
Espèce
Statut de conservation UICN

 LC  : Préoccupation mineure
Le Martin-pêcheur à ventre blanc (Corythornis leucogaster) est une espèce d'oiseaux de la famille des Alcedinidae.
Cet oiseau vit en Afrique équatoriale.

## Taxinomie
Cette espèce a longtemps été placée dans le genre Alcedo. Elle a été déplacée dans le nouveau genre Corythornis à la suite des travaux phylogéniques de Moyle et al. en 2007.

## Sous-espèces
D'après Alan P. Peterson, il existe trois sous-espèces :
- Corythornis leucogaster bowdleri Neumann, 1908 ;
- Corythornis leucogaster leopoldi (Dubois, 1905) ;
- Corythornis leucogaster leucogaster (Fraser, 1843).